# 白马石乡 (葫芦岛市)
白马石乡，是中华人民共和国辽宁省葫芦岛市连山区下辖的一个乡镇级行政单位。

## 行政区划
白马石乡下辖以下地区：
白马石村、上三角村、下三角村、孟王塔村、唐家屯村和石门子村。